# Jesús Posada
Jesús Posada (nome completo: Jesús María Posada Moreno; Soria, 4 aprile 1945) è un politico e ingegnere spagnolo, membro del Partito Popolare (PP), ex Presidente del Congresso dei Deputati e più volte ministro del governo spagnolo; è stato lui che, dopo averne ascoltato il giuramento, ha proclamato re Filippo VI a tutta la Spagna.